# San Luis Obispo County
San Luis Obispo County ist ein County im US-Bundesstaat Kalifornien. Der Verwaltungssitz (County Seat) ist in San Luis Obispo.

## Geographie
Das County hat eine Gesamtfläche von 9364 km² und liegt an der Pazifikküste zwischen Los Angeles und San Francisco. Es grenzt im Uhrzeigersinn an die Countys: Kings County, Kern County, Santa Barbara County und Monterey County.
Das County wird vom Office of Management and Budget zu statistischen Zwecken als San Luis Obispo–Paso Robles, CA Metropolitan Statistical Area geführt.

## Geschichte
Pater Junípero Serra gründete die Mission San Luis Obispo de Tolosa am 1. September 1772. Diese Mission ist noch heute ein lebendiger Teil des Downtowngebietes in San Luis Obispo. Das County wurde zur Zeit der Entstehung des Staates Kalifornien 1850 gegründet.
Im San Luis Obispo County liegen 3 National Historic Landmarks, das Carrizo Plain National Monument, Hearst Castle und die Mission San Miguel Arcángel. Insgesamt sind 32 Bauwerke und Stätten des Countys im National Register of Historic Places eingetragen.

## Wirtschaft
Das San Luis Obispo County ist die drittgrößte Weinanbaugegend in Kalifornien. Nur das Sonoma County und das Napa County produzieren mehr.

## Demografische Daten

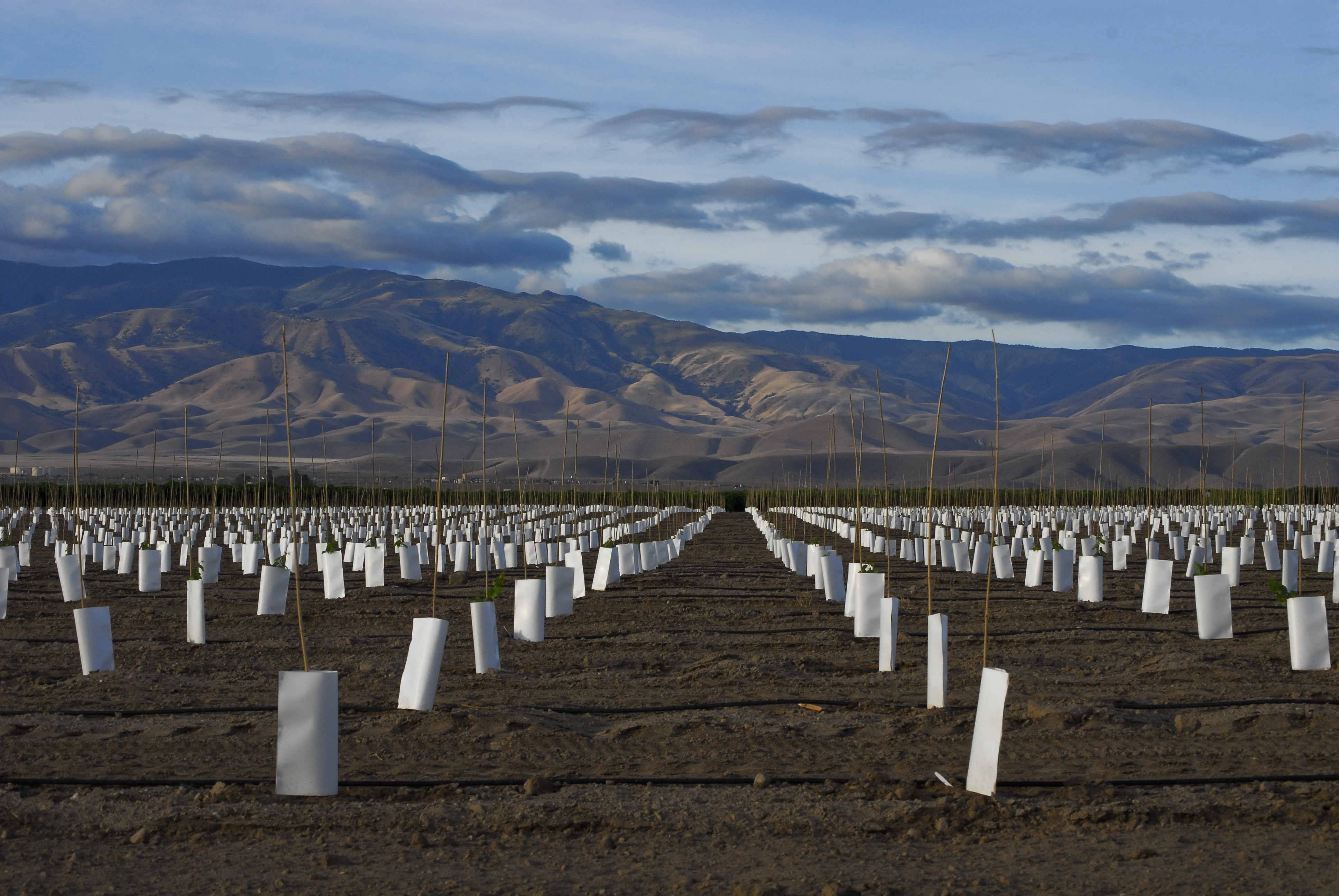
Mit Blick auf eine neue Obstplantage im San Luis Obispo County

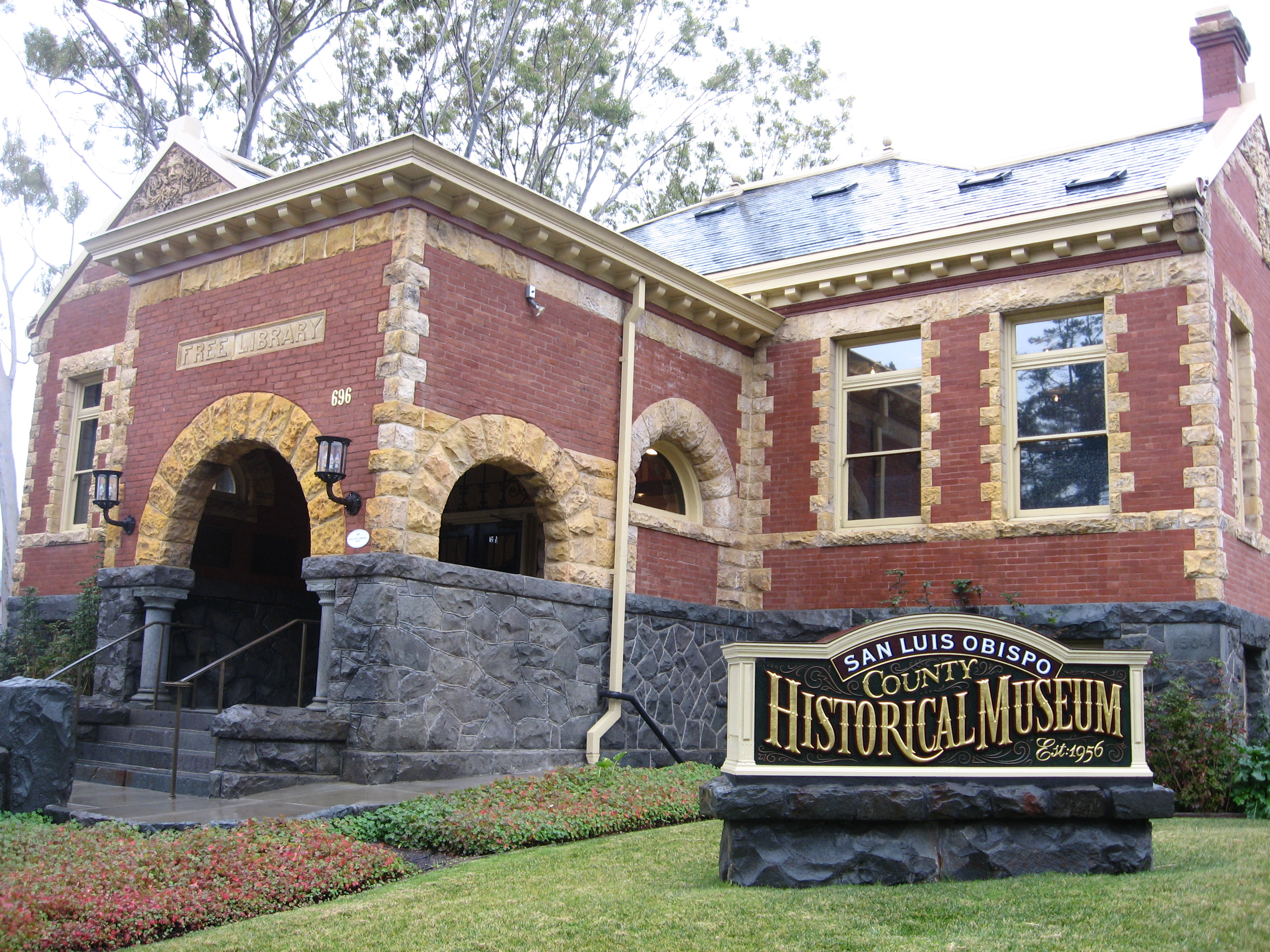
San Luis Obispo County Historical Museum

Alterspyramide des San Luis Obispo Countys (Stand: 2000)

Nach der Volkszählung im Jahr 2000 lebten im San Luis Obispo County 246.681 Menschen. Es gab 92.739 Haushalte und 58.611 Familien. Die Bevölkerungsdichte betrug 29 Einwohner pro Quadratkilometer. Ethnisch betrachtet setzte sich die Bevölkerung zusammen aus 84,60 % Weißen, 2,03 % Afroamerikanern, 0,95 % amerikanischen Ureinwohnern, 2,66 % Asiaten, 0,12 % Bewohnern aus dem pazifischen Inselraum und 6,21 % aus anderen ethnischen Gruppen; 3,44 % stammten von zwei oder mehr ethnischen Gruppen ab. 16,29 % der Bevölkerung waren spanischer oder lateinamerikanischer Abstammung.
Von den 92.739 Haushalten hatten 28,20 % Kinder und Jugendliche unter 18 Jahre, die bei ihnen lebten. 50,40 % waren verheiratete, zusammenlebende Paare, 9,10 % waren allein erziehende Mütter. 36,80 % waren keine Familien. 26,00 % waren Singlehaushalte und in 10,30 % lebten Menschen im Alter von 65 Jahren oder darüber. Die Durchschnittshaushaltsgröße betrug 2,49 und die durchschnittliche Familiengröße lag bei 3,01 Personen.
Auf das gesamte County bezogen setzte sich die Bevölkerung zusammen aus 21,70 % Einwohnern unter 18 Jahren, 13,60 % zwischen 18 und 24 Jahren, 27,00 % zwischen 25 und 44 Jahren, 23,30 % zwischen 45 und 64 Jahren und 14,50 % waren 65 Jahre alt oder darüber. Das Durchschnittsalter betrug 37 Jahre. Auf 100 weibliche Personen kamen 105,60 männliche Personen, auf 100 Frauen im Alter ab 18 Jahren kamen statistisch 105,20 Männer.
Das jährliche Durchschnittseinkommen eines Haushalts betrug 42.428 USD, das Durchschnittseinkommen der Familien betrug 52.447 USD. Männer hatten ein Durchschnittseinkommen von 40.726 USD, Frauen 27.450 USD. Das Pro-Kopf-Einkommen betrug 21.864 USD. 12,80 % Prozent der Bevölkerung und 6,80 % der Familien lebten unterhalb der Armutsgrenze. 11,40 % davon waren unter 18 Jahre und 5,90 % waren 65 Jahre oder älter.

## Orte im County

### Citys
- Arroyo Grande
- Atascadero
- Grover Beach
- Morro Bay
- Paso Robles
- Pismo Beach
- San Luis Obispo (County Seat)

### CDPs
| - Avila Beach - Blacklake - California Polytechnic State University - Callender - Cambria - Cayucos - Creston - Edna | - Garden Farms - Lake Nacimiento - Los Berros - Los Osos - Los Ranchos - Nipomo - Oak Shores - Oceano | - San Miguel - San Simeon - Santa Margarita - Shandon - Templeton - Whitley Gardens - Woodlands |